# Nuaguntits
Las Vegas Pajuti (Las Vegas Paiutes, Nu-a'gun-tits, Nuaguntits), jedna od malenih bandi Pajuti Indijanaca nastanjenih u južnoj Nevadi u području doline Las Vegasa, kao južni susjedi bande Moapa i na zapad od Shivwitsa, s kojima zajedno pripadaju u grupu Southern Numic govornika. 
Las Vegas Pajuti u prošlosti bili su lovci i sakupljači kojima su kolonisti procijenili broj na oko 1,000 u dolini Las Vegasa. U novije vrijeme (1999) preostalo ih je oko 50. 

## Vanjske poveznice
- The Search for Eternal Life
- Las Vegas Paiutes oust entire council  Arhivirana inačica izvorne stranice od 8. listopada 2007. (Wayback Machine)
- Lost In The Shuffle  Arhivirana inačica izvorne stranice od 9. prosinca 2006. (Wayback Machine)